# زهرا سربالی
زهرا سربالی (زاده ۲۲ مرداد ۱۳۷۲ در تهران) بازیکن فوتبال اهل ایران است. او بازیکن تیم ملی فوتبال زنان ایران و باشگاه فوتبال زنان شهرداری سیرجان در لیگ فوتبال زنان ایران است.

## افتخارات
- ۱۳۹۸ بهترین بازیکن فوتبال بانوان ایران[۴][۵]